# Imidapril
Imidapril je ACE inhibitor koji se koristi kao antihipertenzivni lek za tretman hroničnog zatajenja srca.